# Alver
Alver ist eine Kommune im norwegischen Fylke Vestland. Sie entstand im Zuge der Kommunalreform in Norwegen zum 1. Januar 2020 durch die Zusammenlegung von Lindås, Meland und Radøy. Ihr Verwaltungssitz befindet sich in Knarvik.

## Geografie
Die Kommune liegt im Westen des Fylke direkt an der Küste. Sie grenzt im Nordwesten an Fedje und Austrheim, im Norden an Gulen und Masfjorden, im Nordosten an Modalen, im Osten an Vaksdal und Osterøy, im Süden an Bergen und Askøy sowie im Westen an Øygarden, wobei nur zu Austrheim, Masfjorden und Modalen Grenzen an Land existieren.
Die Küste ist stark durch Fjorde gegliedert. Ein Großteil der Kommune liegt auf Halbinseln und Inseln zwischen dem Austfjord im Norden, dem Oster- und Herdlefjord im Süden sowie dem Hjeltefjord im Westen. Die Berge steigen im Nordosten des Gemeindegebiets bis zum 957 moh. hohen Sørdalsnuten an.
Von den 977,36 km² Fläche sind 679,2 km² Land- und 298,2 km² Wasserflächen.

## Name
Der Name leitet sich vom Hofnamen „Alver“ ab, der dem Ort Alversund nördlich von Knarvik und der dortigen Meerenge Alverstraumen, der Verbindung von Radfjord und Radsund, den Namen gegeben hat. Alversund liegt nahe dem Punkt, an dem sich die drei ursprünglichen Kommunen berührt haben.

## Verkehr
Durch die Kommune verläuft die Europastraße 39 von Bergen über die Nordhordlandsbrua kommend nach Trondheim. Der nächste Bahnhof befindet sich in Bergen.

## Nachweise
1. ↑  07459: Population, by region, contents and year. In: ssb.no. Statistisk sentralbyrå, abgerufen am 27. Februar 2025 (englisch).
2. ↑  Kor stort er Noreg? auf www.kartverket.no, abgerufen am 24. Februar 2023
3. ↑  Hinweis zur Benennung auf stadnamn.kartverket.no, abgerufen am 8. Januar 2020